# Síntese cirúrgica
Síntese é uma das etapas do processo cirúrgico no qual ocorre a reaproximação das extremidades dos tecidos seccionados ou ressecados com a posterior sutura com a finalidade de acelerar a cicatrização por acelerar as suas fases iniciais, favorecendo o restabelecimento da contiguidade tecidual.
Na síntese cirúrgica, faz-se uso de agulhas, pinças e fios.

## Agulhas
As agulhas transpassam os tecidos, perpassando juntamente com elas o fio de sutura, que permanecerão até serem retirados (fios inabsorvíveis) ou serem absorvidos pelo próprio organismo. Os tipos de agulha geralmente utilizados são as Traumáticas (Necessitam de se montar o fio na agulha), Atraumáticas (Já vêm com o fio acoplado a elas de fábrica), Curvas (as mais utilizadas) e as Retas (utilizadas para transpassar um fio com a mão).

## Pinças
As pinças servem para aproximar os tecidos, facilitando a sutura, uma vez que a pele possui alta tração, sendo difícil realizar a sutura sem elas. As pinças anatômicas são bastante utilizadas, porém também existem as pinças com dentes (pinça dente-de-rato), que são bastante úteis para a aproximação das bordas e em aponeuroses, porém são mais traumáticas.

## Fios
Os fios utilizados são classificados em absorvíveis (dissolvidos pelo organismo), inabsorvíveis (Não são absorvidos pelo organismo), monofilamentares (fios lisos) e polifilamentares (fios trançados).